# هفتمین دوره جشن حافظ
هفتمین مراسم سینمایی تلویزیونی دنیای تصویر (جشن حافظ) با نام شب فراموش نشدنی در تاریخ ۵ مهر سال ۱۳۸۲ در تالار وزارت کشور تهران برگزار شد. در این دوره مجموعه‌های تلویزیونی و برنامه‌های تلویزیونی به نمایش درآمده در فاصله اول دی ماه ۱۳۸۱ تا پایان‌آذرماه ۱۳۸۲ که نخستین نوبت پخش آنها از شبکه‌های داخلی تلویزیون، به پایان رسیده است. (برنامه‌های تلویزیونی مورد بحث در بخش چهره‌های تلویزیونی شامل آثار با ادامه پخش هم هستند) و فیلم‌های بلند سینمایی به نمایش درآمده در سینماهای کشور و جشنواره‌های داخلی در فاصله بهمن ۱۳۸۱ تا دی ماه ۱۳۸۲ مورد بررسی قرار گرفته اند.
بهترین مجموعه تلویزیونی این دوره هزاران چشم بود و به بهترین فیلم سینمایی، جایزه‌ای اهدا نشد.

## برندگان اصلی
برندگان جایزه در سطر نخست فهرست، به صورت بزرگ نوشته می‌شوند و با یک ستاره (*) نشان داده می‌شوند.

### بخش سینمایی
| بهترین کارگردانی - تهمینه میلانی – واکنش پنجم* - احمد امینی – این زن حرف نمی زند - فریدون جیرانی – صورتی - پرویز شهبازی – نفس عمیق - اصغر فرهادی – رقص در غبار | بهترین فیلمنامه - سعید عقیقی – شب‌های روشن* - فرهاد توحیدی – دنیا - پرویز شهبازی – نفس عمیق - احمدرضا معتمدی – دیوانه‌ای از قفس پرید - تهمینه میلانی – واکنش پنجم |
| بهترین بازیگر مرد - امین حیایی – دختر ایرونی* - محمدرضا شریفی‌نیا – دنیا* - احمد آقالو – گاهی به آسمان نگاه کن - عزت‌الله انتظامی – دیوانه‌‌ای از قفس پرید - حبیب رضایی – اینجا چراغی روشن است - فرامرز قریبیان – رقص در غبار - رضا کیانیان – فرش باد - علی نصیریان – دیوانه‌ای از قفس پرید - جمشید هاشم‌پور – واکنش پنجم - حسین یاری – نغمه | بهترین بازیگر زن - کتایون ریاحی – این زن حرف نمی زند* - مریلا زارعی – واکنش پنجم* - هانیه توسلی – شب‌های روشن - هدیه تهرانی – دختر ایرونی - فلامک جنیدی – اینجا چراغی روشن است - میترا حجار – جنایت - گوهر خیراندیش – دنیا - فقیهه سلطانی – صورتی - لیدا عباسی – دختر ایرونی - نیکی کریمی – دیوانه‌ای از قفس پرید |
| بهترین فیلمبرداری - محمد آلادپوش – دیوانه‌ای از قفس پرید* - محمد آلادپوش – صورتی - جمشید الوندی – شب‌های روشن - علیرضا زرین‌دست – واکنش پنجم - فرهاد صبا – گاهی به آسمان نگاه کن | بهترین موسیقی متن - پیمان یزدانیان – شب‌های روشن* - مهرداد پالیزبان – نفس عمیق - کارن همایون‌فر – این زن حرف نمی زند - پیمان یزدانیان – فرش باد |
| بهترین تدوین - شهرزاد پویا – واکنش پنجم* - مصطفی خرقه‌پوش – دیوانه‌ای از قفس پرید - حسین زندباف – شب‌های روشن - پرویز شهبازی – نفس عمیق - نازنین مفخم – صورتی | بهترین طراحی صحنه و لباس - مجید میرفخرایی – فرش باد* - ایرج رامین‌فر – دیوانه‌ای از قفس پرید - محسن شاه‌ابراهیمی – شب‌های روشن - بهزاد کزازی – اینجا چراغی روشن است |
| بهترین صدا - محمدرضا یوسفی و محمدرضا دلپاک – نامه‌های باد* - پرویز آبنار و مسعود بهنام – شب‌های روشن - یدالله نجفی و محمدرضا دلپاک – اینجا چراغی روشن است - حسن زاهدی و مسعود بهنام – رقص در غبار - بهمن اردلان – نفس عمیق | یک عمر فعالیت هنری - ناصر طهماسب* |
| جایزه ویژه هیئت داوران - رضا کیانیان – فرش باد* | |

### فیلم‌ها با نامزدی متعدد
| تعداد نامزدی‌ها | فیلم                  |
| -------------- | --------------------- |
| ۷              | دیوانه‌ای از قفس پرید  |
| ۷              | شب‌های روشن            |
| ۶              | واکنش پنجم            |
| ۵              | نفس عمیق              |
| ۴              | صورتی                 |
| ۴              | اینجا چراغی روشن است  |
| ۳              | این زن حرف نمی زند    |
| ۳              | رقص در غبار           |
| ۳              | دنیا                  |
| ۳              | دختر ایرونی           |
| ۳              | فرش باد               |
| ۲              | گاهی به آسمان نگاه کن |
| ۱              | نغمه                  |
| ۱              | جنایت                 |
| ۱              | نامه‌های باد           |

| تعداد جایزه | فیلم                 |
| ----------- | -------------------- |
| ۳           | واکنش پنجم           |
| ۲           | شب‌های روشن           |
| ۲           | فرش باد              |
| ۱           | دختر ایرونی          |
| ۱           | دنیا                 |
| ۱           | این زن حرف نمی زند   |
| ۱           | دیوانه‌ای از قفس پرید |
| ۱           | نامه‌های باد          |

### بخش تلویزیونی
| بهترین مجموعه تلویزیونی - هزاران چشم – محمد مسعود* - پاورچین – حمید آقاگلیان و مجید آقاگلیان - خواب و بیدار – سید جمال ساداتیان - دوران سرکشی – رضا جودی - معصومیت از دست رفته – محمد مسعود                                            | بهترین کارگردانی - مهدی فخیم‌زاده – خواب و بیدار* - کمال تبریزی – دوران سرکشی - کیانوش عیاری – هزاران چشم - مهران مدیری – پاورچین - داوود میرباقری – معصومیت از دست رفته                                  |
| بهترین فیلمنامه - علیرضا طالب‌زاده – دوران سرکشی* - محمد بیرانوند و حسن میرباقری و داوود میرباقری – معصومیت از دست رفته - علی شاه حاتمی – خوش‌رکاب - کیانوش عیاری – هزاران چشم - مهدی فخیم‌زاده – خواب و بیدار - پیمان قاسم‌خانی – پاورچین | بهترین بازیگر کمدی - مهران مدیری – پاورچین* - شقایق دهقان – پاورچین - سید جواد رضویان – پاورچین - سحر زکریا – پاورچین - مجید صالحی – خوش‌رکاب - رضا فیض‌نوروزی – کاکتوس ۲ - سیروس گرجستانی – رانت‌خوار کوچک |
| بهترین بازیگر مرد درام - امین تارخ – معصومیت از دست رفته* - انوشیروان ارجمند – تفنگ سرپر - داریوش فرهنگ – معصومیت از دست رفته - رضا کیانیان – دوران سرکشی - مهدی هاشمی – هزاران چشم                                                    | بهترین بازیگر زن درام - رویا نونهالی – خواب و بیدار* - شیلا خداداد – مسافری از هند - آتنه فقیه‌نصیری – مهر خاموش - مهتاب کرامتی – خاک سرخ - لادن مستوفی – دوران سرکشی                                     |
| بهترین چهره تلویزیونی - داریوش ارجمند – طلوع ماه* - مرتضی حیدری – گفتگوی ویژه خبری شبکه دو - عادل فردوسی‌پور – نود - داریوش فرضیایی – برنامه کودک عموپورنگ - سهیل محمودی – جنگ‌های ادبی                                                  | |

### مجموعه‌ها با نامزدی متعدد
| تعداد نامزدی‌ها | مجموعه              |
| -------------- | ------------------- |
| ۷              | پاورچین             |
| ۵              | دوران سرکشی         |
| ۵              | معصومیت از دست رفته |
| ۴              | هزاران چشم          |
| ۴              | خواب و بیدار        |
| ۲              | خوش‌رکاب             |
| ۱              | کاکتوس ۲            |
| ۱              | رانت‌خوار کوچک       |
| ۱              | تفنگ سرپر           |
| ۱              | مسافری از هند       |
| ۱              | مهر خاموش           |
| ۱              | خاک سرخ             |

| تعداد جایزه | مجموعه              |
| ----------- | ------------------- |
| ۲           | خواب و بیدار        |
| ۱           | هزاران چشم          |
| ۱           | دوران سرکشی         |
| ۱           | پاورچین             |
| ۱           | معصومیت از دست رفته |
| ۱           | طلوع ماه            |